# ماتياس بيرغر
ماتياس بيرغر (و. 1825 – 1897 م) هو مهندس معماري ألماني، ولد في ميونخ، توفي في ميونخ، عن عمر يناهز 72 عاماً.